# Cynops cyanurus
Cynops cyanurus är en groddjursart som beskrevs av Liu, Hu och Yang 1962. Cynops cyanurus ingår i släktet Cynops och familjen vattensalamandrar. IUCN kategoriserar arten globalt som livskraftig. Inga underarter finns listade i Catalogue of Life.